# Ashley Richards
Pour les articles homonymes, voir Richards.
Ashley Darel Jazz Richards, aussi surnommé Jazz Richards (né à Swansea le 12 avril 1991), est un footballeur international gallois évoluant au poste de milieu de terrain.

## Carrière
Le 23 janvier 2015 il est prêté à Fulham.
Le 2 juillet 2015, il rejoint Fulham.
Le 19 juillet 2016, il rejoint Cardiff.

### En sélection internationale
Après avoir représenté le pays de Galles dès les moins de 17 ans, Ashley Richards joue son premier match avec la sélection galloise le 27 mai 2012 à l'occasion de la rencontre opposant le pays de Galles au Mexique. Richards entre en jeu à la 80e minute en remplacement de Neil Taylor.

## Statistiques détaillées
| Saison                | Club                  | Championnat           | Championnat | Championnat | Coupe(s) nationale(s) | Coupe(s) nationale(s) | Compétition(s) continentale(s) | Compétition(s) continentale(s) | Compétition(s) continentale(s) | Pays de Galles | Pays de Galles | Total | Total |
| Saison                | Club                  | Division              | M.          | B.          | M.                    | B.                    | Comp.                          | M.                             | B.                             | M.             | B.             | M.    | B.    |
| 2009–2010             | Swansea City          | Championship          | 15          | 0           | 0                     | 0                     | -                              | 0                              | 0                              | -              | -              | 15    | 0     |
| 2010–2011             | Swansea City          | Championship          | 6           | 0           | 2                     | 0                     | -                              | 0                              | 0                              | -              | -              | 8     | 0     |
| 2011–2012             | Swansea City          | Premier League        | 8           | 0           | 1                     | 0                     | -                              | 0                              | 0                              | 1              | 0              | 10    | 0     |
| 2012–2013             | Swansea City          | Premier League        | 0           | 0           | 4                     | 0                     | -                              | 0                              | 0                              | 0              | 0              | 4     | 0     |
| 2012–2013             | Crystal Palace        | Championship          | 11          | 0           | 0                     | 0                     | -                              | 0                              | 0                              | 1              | 0              | 12    | 0     |
| 2013–2014             | Swansea City          | Premier League        | 0           | 0           | 0                     | 0                     | C3                             | 1                              | 0                              | 0              | 0              | 1     | 0     |
| Total sur la carrière | Total sur la carrière | Total sur la carrière | 42          | 0           | 7                     | 0                     | -                              | 1                              | 0                              | 2              | 0              | 52    | 0     |